# Jahmai Simpson-Pusey
Jahmai Simpson-Pusey (Huddersfield, 4 de novembro de 2005) é um futebolista inglês que atua como zagueiro. Atualmente joga no Celtic, emprestado pelo Manchester City.

## Vida pessoal
Simpson-Pusey nasceu em Huddersfield, em West Yorkshire. Ele fez testes com vários clubes da Premier League antes de optar por ingressar na academia de jovens do Manchester City aos 8 anos de idade.

## Carreira em clubes

### Manchester City
Simpson-Pusey assinou um contrato profissional com o Manchester City em julho de 2023. Zagueiro central, ele foi capitão do time sub-18 do City na FA Youth Cup e na UEFA Youth League em 2024, vencendo a FA Youth Cup. Naquele verão, ele foi selecionado para viajar com o time principal em sua turnê de pré-temporada e participou de partidas contra o Milan e o Celtic.
Simpson-Pusey fez sua estreia profissional em 30 de outubro de 2024, aparecendo como substituto no segundo tempo do Manchester City na derrota por 2 a 1 na Copa da Liga Inglesa fora de casa contra o Tottenham Hotspur. Seis dias depois, ele foi titular pela primeira vez e fez sua estreia na Liga dos Campeões da UEFA em uma derrota por 4 a 1 fora de casa contra o Sporting. Em 9 de novembro de 2024, ele fez sua primeira aparição na Premier League, começando em uma derrota contra o Brighton.

## Carreira internacional
Em março de 2023, Simpson-Pusey representou a Inglaterra sub-18 em uma partida contra a Croácia.